# Canadá en los Juegos Olímpicos de París 2024
Canadá estuvo representado en los Juegos Olímpicos de París 2024 por un total de 316 deportistas que compitieron en 31 deportes. Responsable del equipo olímpico es el Comité Olímpico Canadiense, así como las federaciones deportivas nacionales de cada deporte con participación.
Los portadores de la bandera en la ceremonia de apertura fueron el atleta Andre De Grasse y la halterófila Maude Charron.

## Medallistas
El equipo olímpico de Canadá obtuvo las siguientes medallas:
| Nombre | Deporte               | Competición              |
| --- | --------------------- | ------------------------ |
| Oro |                       |                          |
| Ethan Katzberg | Atletismo             | Martillo M               |
| Camryn Rogers | Atletismo             | Martillo F               |
| Aaron Brown Jerome Blake Brendon Rodney Andre De Grasse                                                                                              | Atletismo             | 4 × 100 m M              |
| Philip Kim | Break dance           | Individual M             |
| Christa Deguchi | Judo                  | –57 kg F                 |
| Summer McIntosh | Natación              | 200 m mariposa F         |
| Summer McIntosh | Natación              | 200 m estilos F          |
| Summer McIntosh | Natación              | 400 m estilos F          |
| Katie Vincent | Piragüismo            | C1 200 m F               |
| Plata |                       |                          |
| Marco Arop | Atletismo             | 800 m M                  |
| Maude Charron | Halterofilia          | 59 kg F                  |
| Joshua Liendo | Natación              | 100 m mariposa M         |
| Summer McIntosh | Natación              | 400 m libre F            |
| Jessica Sevick Caileigh Filmer Maya Meschkuleit Kasia Gruchalla-Wesierski Avalon Wasteneys Sydney Payne Kristina Walker Abigail Dent Kristen Kit (t) | Remo                  | Ocho con timonel (W8+) F |
| Equipo | Rugby 7               | Torneo F                 |
| Melissa Humana-Paredes Brandie Wilkerson | Vóley playa           | Torneo F                 |
| Bronce |                       |                          |
| Alysha Newman | Atletismo             | Salto con pértiga F      |
| Wyatt Sanford | Boxeo                 | 63,5 kg M                |
| Eleanor Harvey | Esgrima               | Florete individual F     |
| Sophiane Méthot | Gimnasia en trampolín | Individual F             |
| Ilya Kharun | Natación              | 100 m mariposa M         |
| Ilya Kharun | Natación              | 200 m mariposa M         |
| Kylie Masse | Natación              | 200 m espalda F          |
| Sloan MacKenzie Katie Vincent | Piragüismo            | C2 500 m F               |
| Rylan Wiens Nathan Zsombor-Murray | Saltos                | Plataforma 10 m sincro M |
| Skylar Park | Taekwondo             | –57 kg F                 |
| Félix Auger-Aliassime Gabriela Dabrowski | Tenis                 | Dobles mixto             |